# Michael Kienzle
Michael Kienzle (* 5. April 1945 in Helmstedt) ist ein deutscher Literaturwissenschaftler und Kommunalpolitiker (Bündnis 90/Die Grünen). Er lebt in Stuttgart.

## Lebenslauf
Michael Kienzle studierte in Freiburg im Breisgau und Konstanz Germanistik, Geschichte und im Zweitstudium Erziehungswissenschaft. 1974 promovierte er im Fach Germanistik.
Er forschte und lehrte dann am Institut für Literaturwissenschaft der  Universität Stuttgart. Er schrieb Essays, konzipierte Veranstaltungen, Ausstellungen – etwa zu Theodor Heuss oder Friedrich Wolf – und publizierte wissenschaftliche Aufsätze – etwa zum Thema der Zensur – häufig in Zusammenarbeit mit Dirk Mende, mit dem er auch die Reihe Denkblätter herausgab, die im Rahmen der Lehrveranstaltung „Unitext“ entstanden.
Von 1984 bis 2014 (mit Unterbrechung 1989–1994) war er für Bündnis 90/Die Grünen Mitglied des Gemeinderats von Stuttgart. Seine Arbeitsschwerpunkte waren die Kulturpolitik, der Städtebau und die Verkehrspolitik. In dieser Funktion war er Mitglied vieler Verwaltungsräte, kultureller Beiräte und Aufsichtsräte. Er engagierte sich zudem in bürgerschaftlichen Initiativen, war Vorsitzender des Theaterhaus e. V. Stuttgart, Mitinitiator der Initiative zum Erhalt des historischen Bosch-Areals oder des Vereins zur Neugründung eines Kinder- und Jugendtheaters (JES). Er war Mitglied der Jury des Schubart-Literaturpreises der Stadt Aalen, Vorsitzender des Kuratoriums des Forum der Kulturen Stuttgart e. V. und Mitglied im Kuratorium der Akademie für gesprochenes Wort in Stuttgart.
Nach dem Brandanschlag auf das Haus Geißstraße 7 in Stuttgart 1994, bei dem sieben Menschen ihr Leben verloren und weitere 16 verletzt wurden, initiierte er die Gründung der Stiftung Geißstraße Sieben, die dann das Haus wieder instand setzte und ein Wohnprojekt einrichtete. Er konzipierte und verantwortet seitdem das interkulturelle und kritisch stadtgeschichtliche Programm der Stiftung, deren geschäftsführender Vorstand er seit 2005 ist. 2014–2016 leitete er das Referat „Reden“ im Staatsministerium Baden-Württemberg und schreibt seitdem als freier Autor Reden und unterrichtet „Redenschreiben“.

## Auszeichnungen
Michael Kienzle erhielt 2014 den Verdienstorden des Landes Baden-Württemberg.

## Monographien
- Der Erfolgsroman. Zur Kritik seiner poetischen Ökonomie bei Gustav Freytag und Eugenie Marlitt. Stuttgart: Metzler 1975, zugleich Dissertation an der Universität Konstanz. ISBN 3-476-00311-6.
- hrsg. mit Dirk Mende: Zensur in der Bundesrepublik. München: Hanser 1980. ISBN 3-453-01508-8.
- hrsg. mit Dirk Mende: Friedrich Wolf. Die Jahre in Stuttgart 1927-1933. Ausstellung und Katalog. Stuttgart: 1983.
- hrsg. mit Dirk Mende: Theodor Heuss. Politik durch Kultur. Katalog und Ausstellung. Bonn: Arbeitskreis selbständiger Kultur-Institute (ASKI) 1984.
- mit Dirk Mende: Dr. Friedrich Wolf, Stuttgart, Zeppelinstraße 43. „Her mit dem hellen, gesunden, wohnlichen Eigenheim!“, Marbach am Neckar: Dt. Schillerges. 2. Aufl. 1992. ISBN 3-928882-50-3.
- hrsg. mit Dirk Mende: Cyankali § 218. Mit Materialien, Stuttgart: Klett 4. Aufl. 1992. ISBN 3-12-351540-0.
- hrsg.: Naturschauspiele. Vom Umgang mit der Natur in der Stadt Tübingen und Stuttgart: Silberburg-Verlag 1993. ISBN 3-87407-156-1.
- bearb. mit Dirk Mende: Ludwig Pfau. Ein schwäbischer Radikaler; 1821–1894. Sonderheft für die Ausstellung „Plakatanschlag für Ludwig Pfau“ in der Stadtbücherei Heilbronn April/Mai 1994; zur Erinnerung an den 100. Todestag von Ludwig Pfau. Marbach am Neckar: Dt. Schillerges. 1998. ISBN 3-929146-19-3.
- mit Dirk Mende: Wie die 48er Revolution in Stuttgart ausging. „Wollt Ihr den alten Uhland niederreiten?“, Marbach am Neckar: Dt. Schillerges. 1998. ISBN 3-929146-83-5.
- hrsg.: Zeichen der Erinnerung. Zug nach Theresienstadt. Stuttgart: Stiftung Geißstraße 7 2004. ISBN 3-00-013368-2.
- hrsg.: Winfried Kretschmann. Reden. Was unsere Gesellschaft zusammenhält. Stuttgart: Silberburg-Verlag 2018. ISBN 3-8425-2094-8.